# Rameez
Rameez (bürgerlich Chima Rameez Okpalaugo) ist ein britischer Rapper, der durch Zusammenarbeit mit Groove Coverage und DJane Housekat bekannt wurde.

## Musikalische Karriere
Der in England geborene Rapper Rameez machte erstmals durch die Zusammenarbeit mit Groove Coverage und der Single Think About the Way, ein Cover des gleichnamigen Songs von Ice MC, auf sich aufmerksam. Der Song konnte sich bereits drei Wochen vor der Veröffentlichung auf Platz sechs der DJ Top 100-List platzieren. Es ist die erste Single-Auskopplung aus Groove Coverages am 30. März 2012 erschienenen Studioalbum Riot on the Dancefloor. Think About the Way erreichte in den deutschen Single-Charts den 54. Platz.
Daraufhin nahm die deutsche DJane Housekat mit ihm den Song My Party auf. Dieser wurde zunächst am 3. Februar 2012 als Einzel-Track auf iTunes zum Download angeboten und erschien am 19. März 2012 schließlich als iTunes-Single. Doch erst nachdem der deutsche Fernsehsender Pro Sieben My Party als April-Werbesong für seinen Comedy Dienstag wählte, erzielte der Song hohe Aufmerksamkeit und kletterte am 13. April 2012 auf Platz 1 der deutschen und auf Platz 2 der österreichischen iTunes-Charts. Daraufhin beschloss Sony Music My Party am 20. April 2012 als CD-Single zu veröffentlichen. In den Charts erreichte My Party in Österreich sowie auch in Deutschland Platz 4. In der Schweiz konnte sich das Lied den 14. Platz sichern. Die Bodybangers holten ihn nach dem Erfolg als Verstärkung für ihre Single Out Of Control in ihr Studio. Der Song wurde am 7. Dezember 2012 als Single veröffentlicht.
Am 18. Januar 2013 erschien der Titel All the Time, eine Bearbeitung des Songs Levels, bei den die Tonspur einfach umgedreht wurde. Auch diesen Track nahm er mit DJane Housekat auf. Das Video hatte bereits am 10. Januar 2013 seine Premiere auf zahlreichen Portalen. Der Song wurde von Axel Konrad und Verena Rehm geschrieben und produziert. Außerdem wirkt der Sänger Nelson mit. Der Song kletterte noch vor der Veröffentlichung von Rang 49 auf Platz 19 der Deutschen DJ Playlist und erreichte Platz 52 der deutschen Verkaufscharts. Die Maxi-Single erschien am 25. Januar 2013 bei Sony Music/Columbia. Am 13. April 2013 sangen die beiden DSDS-Kandidaten Susan Albers & Tim David All the Time in der Sendung, woraufhin sich die Single eine Woche später wieder auf Platz 44 der deutschen Verkaufscharts platzieren konnte.
Am 1. Juli 2014 veröffentlichte der Rapper in Zusammenarbeit mit DJane Housekat den Song Girlz in Luv ausschließlich in den USA. Im Herbst 2014 erschien er auch in Europa. Das Lied rückte bis in die Top-40 der deutschen iTunes-Charts vor und verpasste somit nur knapp einen Einstieg in die offiziellen deutschen Single-Charts.
Am 22. Juni 2016 veröffentlichte der Rapper offiziell seine neue Single "Hello Summer", dessen Leadvocals erneut von Verena Rehm übernommen wurden. Es ist der erste Song des Rappers, zudem kein Musikvideo gedreht wurde. Die Single erschien ausschließlich als Download bei iTunes und auf Spotify.

## Diskografie

### Singles
| Jahr | Titel Album                                | Höchstplatzierung, Gesamtwochen, AuszeichnungChartplatzierungen (Jahr, Titel, Album, Platzierungen, Wochen, Auszeichnungen, Anmerkungen) | Höchstplatzierung, Gesamtwochen, AuszeichnungChartplatzierungen (Jahr, Titel, Album, Platzierungen, Wochen, Auszeichnungen, Anmerkungen) | Höchstplatzierung, Gesamtwochen, AuszeichnungChartplatzierungen (Jahr, Titel, Album, Platzierungen, Wochen, Auszeichnungen, Anmerkungen) | Anmerkungen                                                         |
| Jahr | Titel Album                                | DE | AT | CH | Anmerkungen                                                         |
| ---- | ------------------------------------------ | --- | --- | --- | ------------------------------------------------------------------- |
| 2012 | Think About the Way Riot on the Dancefloor | DE54 (3 Wo.)DE | — | — | Erstveröffentlichung: 5. Dezember 2011 Groove Coverage feat. Rameez |
| 2012 | My Party –                                 | DE4 Gold · (15 Wo.)DE | AT3 Gold · (12 Wo.)AT | CH14 (7 Wo.)CH | Erstveröffentlichung: 18. Mai 2012 DJane Housekat feat. Rameez      |
| 2013 | All the Time –                             | DE44 (7 Wo.)DE | AT29 (6 Wo.)AT | — | Erstveröffentlichung: 18. Januar 2013 DJane Housekat feat. Rameez   |

Weitere Singles
- 2012: Out of Control (mit Bodybangers & Linda Teodosiu)
- 2013: La La La
- 2014: Girlz in Luv (feat. DJane Housekat)
- 2016: Hello Summer